# Guillem Martínez
Guillem Martínez Teruel (Cerdanyola del Vallés, 1965) es un escritor y periodista español.

## Biografía
Nacido en 1965 en Cerdanyola del Vallés (provincia de Barcelona, Cataluña), fue uno de los guionistas del programa Polònia de la TV3 de Cataluña. En 2015 firmó un manifiesto en favor de Barcelona en Comú.
Periodista en Interviú, El País y, desde 2015, en CTXT.  Ha sido destacado por sus crónicas  del llamado procés en Cataluña, recogidas en el libro  “57 días en Piolín”.
Ganador del Premio Tigre Juan,  en 2022,  por su libro  “Los domingos”, ed. Anagrama.

## Obras
Autor
- Grandes hits (1999)[6]
- Pásalo (2004)
- La canción del verano (2007)
- Barcelona rebelde (2009)
- La gran ilusión (Debate, 2016)[1][7]
- 57 días en Piolín (2018), col.Contextos, ed. Lengua de Trapo
- Caja de brujas (2019), col.Contextos, ed. Lengua de Trapo
- Los domingos (2021), Editorial Anagrama. 978-84-339-9927-6
- Como los griegos (2023), ed. Ctxt

Coordinador
- Almanaque. Franquismo pop (2001)[8]
- CT o la Cultura de la Transición (Debolsillo, 2012)[9]